# Caio Mamílio Turrino
Caio Mamílio Turrino (em latim: Gaius Mamilius Turrinus) foi um político da gente Mamília da República Romana eleito cônsul em 239 a.C. com Quinto Valério Falto.

## Consulado (239 a.C.)
Marco Semprônio foi eleito cônsul em 239 a.C. com Quinto Valério Falto. Nenhum feito relevante foi registrado durante seu mandato.